# Тёрнер, Тоби
Тоби Джо Тёрнер (Toby Joe Turner; 3 марта 1985 года, Осборн, Миссисипи, США), более известный как Tobuscus — американский актёр, комик, музыкант и видеоблогер.

## Ранние годы
Тёрнер родился в штате Миссисипи и вырос в Найсвилле, Флорида. После окончания школы поступил в Университет Флориды. Имеет специальность организатора телепередач.

## Карьера на YouTube

#### История на YouTube
Свой первый канал под названием «Tobuscus» Тоби создал 14 мая 2006 года. Первоначально на канале были только пародии на офф. продукцию, о чём свидетельствует его первое видео. Само видео являлось пародией на фильм Click. 
Через некоторое время у Тоби возникла необходимость снимать подкасты/обращения к своим подписчикам. Это и побудило его создать свой 2-й канал, имя которому «TobyTurner». На него Тоби выкладывает влоги, обращения, анонсирует новые анимации. Во влогах полностью отсутствует монтаж, он так их и называет: «Ленивые влоги». Однако, далеко не всегда человек, занимающийся подобной деятельностью на YouTube становится популярным. На тот момент были актуальны видео с прохождением игр (Летсплеи). Возможно именно из-за этого Тоби и создал свой 3-й в использовании канал «TobyGames». И действительно: канал был создан позже всех остальных (в июле 2010), однако на данный момент на этом канале ~6 млн подписчиков, что почти на миллион превышает количество подписчиков на его основном канале, Tobuscus. Канал TobyGames получил популярность благодаря летсплеям по таким играм как Minecraft и Happy Wheels. Стоит добавить, что у Тоби самое большое количество роликов (летсплеев) по игре Happy Wheels на YouTube (более 350 серий).
На данный момет количество подписчиков на всех его каналах превышает 15 млн, а Тоби продолжает радовать людей своими клипами, анимациями, новостями и летсплеями.
По состоянию на январь 2024 года YouTube-канал Tobuscus приносит от 974 до 7792 долларов в месяц с помощью AdSense.

#### Музыка / Анимация
Началом музыкальной деятельности Тоби послужил его ремикс под названием «David After Dentist After Remix», который появился на его канале 4 июля 2009 года. Тоби решил взяться за очень малоизвестный на тот момент жанр «литерал». Свою первую песню в данном жанре, опубликованную на YouTube 8 декабря 2009 года, он сделал к трейлеру фильма «Битва Титанов». Несмотря на то, что сам жанр литерал придумал другой человек, считается, что его создатель Тоби Тёрнер, так как именно благодаря ему жанр обрел популярность.
У Тоби на канале есть рубрика под названием Tobuscus: Adventures. Она полностью состоит из анимаций, а они в свою очередь делятся на 2 типа:
1. Анимация, сопровождаемая песней Тоби в жанре литерал.
2. Никак не связанные между собой анимированные мини-истории, повествующие про различные выдуманные ситуации, в которые попадают Tobuscus и его друг Gabuscus.

В анимациях Тоби чаще всего появляются следующие персонажи:
- Tobuscus: сам Тоби. Самый главный герой всех анимаций, вокруг которого и крутятся события. Отличается неожиданными решениями, оптимизмом, позитивным мышлением. Одет в зелёную футболку с надписью «Tobuscus», синие шорты и черные кроссовки.
- Gabuscus: друг Тоби. Один из главных героев. Прототипом для персонажа послужил реальный человек. Персонаж всегда рассудительный, осуждает и не понимает выходки Тоби, однако нередко выручает его. Физически развит, носит фиолетовую футболку с надписью «Gabuscus».
- Tim Tim. Ребёнок, друг Тоби, которому Тоби всегда старается помочь. Однако всегда в результате «помощи» Тоби ничего не меняется, а иногда становится лишь хуже. Тим Тим часто высказывает недовольство по поводу этого. У Тима рыжие волосы, одет он в фиолетовую пижаму.
- Mini Minotaur. Минотавр с очень маленьким ростом (ниже Тим Тима), однако в свою очередь злой и агрессивный. У него аллергия на соус тартар, это и является его единственной слабостью, с помощью которой можно одержать победу над ним.

Начало этому проекту дала песня Тоби «nugget in a biscuit», загруженная на YouTube 28 сентября 2011 года.
За «Literal Mass Effect» он получил ~500000$

#### Сотрудничество
Помимо работы над своими 3 каналами, Тёрнер появлялся во многих других проектах/мероприятиях:
- Тоби участвовал в озвучивании The High Fructose Adventures of Annoying Orange в 27 эпизоде, 2012!
- Тоби дружит с Джеком Дугласом и неоднократно появлялся в его видеороликах. Снялся в 50-м выпуске «Your grammar sucks».
- Несколько раз появлялся в веб-сериале MyMusic. Играет эпизодичного персонажа.
- Был на вечеринке, посвященной «юбилею» (6 млн подписчиков) у Феликса Чельберга (Пьюдипай). Подтверждением тому служит его инстаграм.
- Является членом «Команды Бакенбардов» наравне с Jacksfilms и Sean Klitzner. Вместе с ними он часто исполняет песни.
- Играл в 2 эпизодах сериала Stranger Things — священника и ангела.

#### Фильмы / Телевидение
Впервые Тёрнер появился в романтической мелодраме режиссёра Адама Бауэрса «New Low», где он исполнил роль Дейва. Премьера фильма прошла на кинофестивале Сандэнс в январе 2010 г. Фильм был показан и на кинофестивалях в Остине и Глазго.
В 2012 году Тоби Тёрнер снялся в психологическом триллере «Smiley».

#### Другие работы
Помимо своих каналов на YouTube, съемки в различных фильмах, Тоби Тёрнер также является консультантом по производству видео. Он участвовал в различных кампаниях, рекламируя продукцию таких фирм, как NBC, Disney, Timberland, Fox, Pop-Tarts.
Тёрнер также успешно ведет различные шоу и мероприятия.
В декабре 2012 году Тоби Тёрнер был номинирован как лучший ведущий на премию «Streamy Awards».

## Фильмография
| Фильмы      | Фильмы                                          | Фильмы                          |
| Год         | Название                                        | Роль                            |
| ----------- | ----------------------------------------------- | ------------------------------- |
| 2012        | New Low                                         | Дейв                            |
| 2012        | Smiley                                          | Марк                            |
| Телевидение |                                                 |                                 |
| Год         | Название                                        | Роль                            |
| 2008        | Stranger Things                                 | Отец Майкл Хатчинс              |
| 2008        | Stranger Things                                 | Слушатель                       |
| 2012        | The High Fructose Adventures of Annoying Orange | Нервилль                        |
| Вэб-сериалы |                                                 |                                 |
| Год         | Название                                        | Роль                            |
| 2009        | Russian Recommendations                         | Роман                           |
| 2010        | True Stories from My Crappy Childhood           | Играл самого себя               |
| 2010        | The Annoying Orange                             | Сыр                             |
| 2010        | BlackBoxTV                                      | Кит                             |
| 2012        | Olga Kay Goes Haywire                           | Играл самого себя               |
| 2012        | MyMusic                                         | Сатана                          |
| 2013        | Dead Island: No Retreat                         | Сэм                             |
| Игра        |                                                 |                                 |
| Год         | Название                                        | Роль                            |
| TBA         | Tobuscus Adventures: Wizards!                   | Tobuscus (запись своего голоса) |

## Дискография
| Год  | Название                           | Дата выхода    | Ссылка |
| ---- | ---------------------------------- | -------------- | ------ |
| 2009 | «David After Dentist After Remix»  | 4 Июля         |        |
| 2009 | «Barack Obama Cursing Remix»       | 28 Сентября    |        |
| 2010 | «The Annoying Orange Remix»        | 10 марта, 2010 |        |
| 2010 | «I’m On a Horse (Old Spice Remix)» | 24 марта       |        |
| 2011 | «I’m a Bird Motha' F***** Remix»   | 29 марта       |        |

| Год  | Название                                          | Дата выхода | Ссылка |
| ---- | ------------------------------------------------- | ----------- | ------ |
| 2011 | «Nugget in a Biscuit»                             | 28 Сентября |        |
| 2011 | «Safety Torch» (feat. TeraBrite)                  | 19 ноября   |        |
| 2012 | «I Can Swing My Sword!» (feat. TeraBrite)         | 11 Апреля   |        |
| 2013 | «The Mini Minotaur Song» (feat. TeraBrite)        | 14 Марта    |        |
| 2013 | «Get Bloody» (Parody of «Get Lucky» by Daft Punk) | 3 Сентября  |        |
| 2013 | «Viral Song»                                      | 9 Декабря   |        |

| Год  | Название                                                                             | Дата выхода     | Ссылка |
| ---- | ------------------------------------------------------------------------------------ | --------------- | ------ |
| 2007 | «Everyday (The Wii is Gone)» (Parody of «Everyday» by Dave Matthews Band)            | 26 Мая          |        |
| 2008 | «Re: Re: Your Brains» (Parody of «Re: Your Brains» by Jonathan Coulton)              | 7 Января        |        |
| 2008 | «There’s a Floppy Disk on the Floor»                                                 | 25 Сентября     |        |
| 2009 | «Falcor the Urinator» (Parody of «Trogdor the Burninator» by Strong Bad)             | 14 Июля         |        |
| 2009 | «MTV Reporter Rap»                                                                   | 23 Сентября     |        |
| 2009 | «The Fob Song»                                                                       | 28 Сентября     |        |
| 2009 | «The Needy Dog Song»                                                                 | 7 Октября       |        |
| 2009 | «It’s Too Late (I Got a Mac)» (Parody of «Apologize» by OneRepublic)                 | 4 Ноября        |        |
| 2011 | «Hot Symphony #1: Pirates»                                                           | 15 Мая          |        |
| 2011 | «Tobuscus Orchestral Theme Song» (feat. Brennan Anderson)                            | 6 Июня          |        |
| 2011 | «Hot Symphony #2: Star Spangled Banner»                                              | 30 Июня         |        |
| 2011 | «Tobuscus Theme: 8-Bit Remix»                                                        | 30 Июня         |        |
| 2012 | «Dramatic Song»                                                                      | 8 Мая           |        |
| 2012 | «The Sideburns Song» (feat. Sean Klitzner & Jack Douglass)                           | 25 Июня         |        |
| 2012 | «Hot Symphony Christmas: Carol of the Bells»                                         | 8 Декабря       |        |
| 2013 | «New Years Rap (A Couple of Guys in Hawaii)»                                         | 4 Января        |        |
| 2013 | «My Head Itches»                                                                     | 25 Января       |        |
| 2013 | «The Vine Song»                                                                      | 16 Апреля       |        |
| 2013 | «Trapped in a Hot Pockets Commercial»                                                | 7 Июня          |        |
| 2013 | «2nd Hottest Girl (A Love Song)»                                                     | 2 Августа       |        |
| 2013 | «What Does The Fax Say?» (Parody of «The Fox» by Ylvis)                              | 22 Декабря      |        |
| 2013 | «Christmas Creed Song» (Parody of «With Arms Wide Open» by Creed                     | 25 Декабря      |        |
| 2014 | «Depressing song» («Say Something» Parody of A Great Big World & Christina Aguilera) | 13 февраля 2014 |        |

| Год  | Название                                                | Дата выхода | Ссылка |
| ---- | ------------------------------------------------------- | ----------- | ------ |
| 2010 | «Twilight Eclipse Literal Trailer»                      | 14 Апреля   |        |
| 2010 | «Resident Evil Literal Trailer»                         | 14 Мая      |        |
| 2010 | «Halo Reach Literal Trailer»                            | 11 Августа  |        |
| 2010 | «Literal Harry Potter and the Deathly Hallows Trailer»  | 11 Августа  |        |
| 2010 | «Bioshock Infinite Literal Trailer»                     | 24 Августа  |        |
| 2010 | «Literal Assassin’s Creed Trailer»                      | 2 Сентября  |        |
| 2010 | «Literal Legend of Zelda Skyward Sword Trailer»         | 19 Ноября   |        |
| 2010 | «Literal World of Warcraft Cataclysm Cinematic Trailer» | 24 Ноября   |        |
| 2011 | «Literal Dead Space 2 Trailer»                          | 25 Января   |        |
| 2011 | «Literal Dead Island Trailer»                           | 22 Февраля  |        |
| 2011 | «Literal Skyrim Trailer»                                | 24 Апреля   |        |
| 2011 | «Literal Assassin’s Creed Revelations Trailer»          | 21 Июня     |        |
| 2011 | «Literal Modern Warfare 3 Trailer»                      | 11 Ноября   |        |
| 2011 | «Literal The Hobbit Trailer»                            | 27 Декабря  |        |
| 2012 | «Literal Prototype 2 Trailer»                           | 30 Марта    |        |
| 2012 | «Literal Hitman Trailer»                                | 2 Июня      |        |
| 2012 | «Literal Darksiders 2 Trailer»                          | 12 Июля     |        |
| 2013 | «Literal Axe Superbowl Commercial»                      | 11 Февраля  |        |
| 2013 | «Literal God of War: Ascension Trailer»                 | 10 Марта    |        |
| 2013 | «Literal Dead Island: Riptide Trailer»                  | 25 Марта    |        |
| 2013 | «Literal Hunger Games: Catching Fire Trailer»           | 30 апреля   |        |
| 2013 | «Literal Falling Skies Trailer»                         | 4 Июня      |        |
| 2013 | «Literal Wolfenstein: The New Order Trailer»            | 9 Июля      |        |
| 2013 | «Literal Assassin’s Creed 4: Black Flag Trailer»        | 19 Сентября |        |
| 2014 | «Literal Game of Thrones Season 4»                      | 17 января   |        |